# Sony
Công ty công nghiệp Sony (ソニーグループ株式会社 (Sonī Gurūpu Chu Thức Hội Xã) Sonī Gurūpu kabushiki gaisha, tiếng Anh: Sony Corporation), cách điệu SONY, là một tập đoàn đa quốc gia của Nhật Bản, với trụ sở chính nằm tại Minato, Tokyo, Nhật Bản, và là tập đoàn điện tử đứng thứ 5 thế giới với 81,64 tỉ USD (2011). Sony là một trong những công ty hàng đầu thế giới về điện tử, sản xuất tivi, điện thoại, máy ảnh, máy tính xách tay và đồ dân dụng khác.
Được thành lập vào tháng 5/1946 tại Nihonbashi, Chūō, Tokyo, được mang tên là Tokyo Tsushin Kogyo K.K (東京通信工業株式会社, Đông Kinh Thông tin Công nghiệp Chu Thức Hội Xã) với số vốn ban đầu là 190.000 yên. Công ty này đổi tên thành Sony vào tháng 1/1958.
Từ "Sony" là kết hợp của từ "sonus" trong tiếng La-tinh (âm thanh) và từ "sonny" trong tiếng Anh (cậu bé nhanh nhẹn thông minh) theo cách gọi tên thân mật. Những nhà sáng lập hy vọng tên "Sony" thể hiện tinh thần nhiệt huyết và sáng tạo của giới trẻ.

## Lịch sử
Hai nhà sáng lập ra công ty Sony là Ibuka Masaru và Morita Akio.
Tháng 6-1957, một tấm bảng lớn mang tên Sony được dựng gần sân bay Haneda ở Tokyo. Tháng 1-1958, Công ty Totsuko chính thức trở thành Công ty Sony. Tháng 12 năm đó, tên Sony được niêm yết tại Sở Giao dịch chứng khoán Tokyo. Một trong những việc đầu tiên mà Morita và các đồng nghiệp nghĩ đến là lần lượt đăng ký thương hiệu Sony tại 170 nước, vùng lãnh thổ và đăng ký nhiều ngành sản xuất khác nhau ngoài ngành chính là điện tử. Điều đó cho thấy sự nhìn xa trông rộng của các nhà sáng lập và qua đó cũng bộc lộ khát vọng sẽ chinh phục thế giới của họ.
Hai nhà sáng lập Sony đều có "gốc gác" là dân kỹ thuật, rất giỏi với những sáng chế. Hơn ai hết, họ ý thức được tầm quan trọng của việc luôn phải tiên phong trong lĩnh vực sáng tạo ra những sản phẩm mới. 
Con đường phát triển của Sony là luôn luôn tìm tòi, nghiên cứu để tạo ra những sản phẩm mới phục vụ đời sống. Nhờ đó mà các sản phẩm đồ điện tử trở nên hết sức phong phú và đa dạng, đáp ứng các nhu cầu của người tiêu dùng. 
Khoảng 6%-10% doanh thu hàng năm của Sony được trích ra dành cho việc nghiên cứu. Các sản phẩm không chỉ nhắm vào các nhu cầu hiện tại mà còn dành cho cả các nhu cầu chưa nảy sinh.
Cần nhắc lại là sản phẩm đầu tiên được sản xuất dưới thương hiệu Totsuko là chiếc máy ghi âm dùng băng từ tính, ra đời năm 1950 và hai năm sau đã quen mặt với thị trường. Năm năm sau, sản phẩm thứ hai của Morita và các đồng nghiệp được đánh giá là một trong những bước đột phá ấn tượng nhất, đó là chiếc radio bán dẫn nhãn hiệu TR-55 chạy bằng transistor đầu tiên của nước Nhật, mở đầu kỷ nguyên bán dẫn phát triển rầm rộ vào thập niên 1960.
Tháng 5-1960, Sony cho ra đời chiếc máy truyền hình (TV) transistor đầu tiên lấy tên là TV8 -301. Thành quả trên được sự công nhận của cả thế giới, vinh dự không chỉ riêng của Sony, mà còn của cả nền công nghiệp điện tử của Nhật Bản. Đầu những năm 1960, Morita và các đồng nghiệp bắt đầu quan tâm đến một sản phẩm khác. Đó là máy sử dụng băng video VTR (Video Tape Recorder) do hãng Ampex của Mỹ chế tạo và cung cấp cho các đài phát thanh.
Vì sử dụng cho mục đích phát thanh nên máy rất cồng kềnh, mỗi máy chiếm diện tích cả một căn phòng, còn giá thành hơn 100.000 USD/chiếc thì chỉ những cơ quan có ngân sách dồi dào mới sắm nổi. Mục tiêu mà Ibuka và Morita nhắm đến là những chiếc máy VTR gọn nhẹ, giá cả phù hợp với túi tiền của đa số người tiêu dùng trong nước.
Tất cả chuyên viên, kỹ sư của Sony tập trung nỗ lực theo hướng này, thiết kế và sản xuất thử nhiều mẫu sản phẩm khác nhau, mẫu sau gọn nhẹ, tiện lợi hơn mẫu trước. Chiều ngang băng video rộng hơn 5 cm của hãng Ampex đã được thu nhỏ tới kích thước không đến 2 cm. Chiếc máy VTR nguyên mẫu được đặt tên là U - Matic, đã được sự đón nhận khá tích cực của người tiêu dùng, chỉ riêng hãng xe hơi Ford đã đặt mua một lần 5.000 chiếc để dùng trong công tác huấn luyện nhân viên. 
Thành công này khuyến khích Morita và các chuyên viên tiến xa thêm bước nữa, đó là tiếp tục cải tiến máy VTR, hạ giảm giá thành bằng cách dùng băng video nhỏ hơn nữa, có chiều rộng mặt băng không đến 1,3 cm và sử dụng 100% linh kiện bán dẫn.
Năm 1964, một toán chuyên viên do Nobutoshi Kihara dẫn đầu đã chế tạo được chiếc CV-2000, máy thu phát băng video cassette (VCR) sử dụng trong gia đình đầu tiên của thế giới. Băng từ tính ghi phát hình không còn là hai cuộn băng nằm riêng rẽ bên ngoài máy ghi phát hình nữa, mà chúng đã được lắp đặt trong một hộp băng duy nhất đặt bên trong máy, gọn gàng và dễ sử dụng. Giá bán một chiếc CV-2000 chỉ còn bằng không tới 1% giá một chiếc máy VTR (máy ghi phát hình dùng băng video có cuộn băng bên ngoài máy: open reel) sử dụng trong các hệ thống phát thanh, truyền hình, và bằng không đến 10% giá một chiếc máy sử dụng trong ngành giáo dục.
Tháng 10-1968, Sony cho ra đời chiếc TV màu nhỏ gọn sử dụng đèn hình trinitron, một công nghệ mới mẻ giúp đèn có hiệu năng cao. Chính sáng kiến về trinitron này đã được Hàn Lâm viện quốc gia Mỹ về nghệ thuật truyền hình và khoa học tặng giải thưởng Emmy cho tập đoàn Sony vào năm 1972. 
Những năm gần đây, để phát triển sản phẩm hàng điện tử gia dụng, Sony đặc biệt chú trọng đến việc vươn lên vị trí hàng đầu trong lĩnh vực liên quan.
Năm 1988, Sony tiếp nhận công ty CBS Records Inc để thành lập nên Sony Music Entertainment và năm 1989 tiếp tục mua lại Columbia Pictures thành lập nên Sony Picture Entertainment. Sony PlayStation khai trương vào năm 1995 đưa tập đoàn Sony trở thành tập đoàn chiếm vị trí hàng đầu trong lĩnh vực trò chơi điện tử.
Hiện nay Tập đoàn Sony có 168.000 nhân viên làm việc tại khắp các châu lục trên toàn cầu. Là nhà sản xuất điện tử hàng đầu thế giới, Sony đạt nhiều thành công trong lĩnh vực điện tử dân dụng như tivi màu, sản phẩm audio & video, trò chơi điện tử, lĩnh vực điện tử chuyên dụng như thiết bị phát thanh truyền hình, y tế, giáo dục, nghiên cứu khoa học. Ngày nay, danh mục của Sony có trên 5.000 sản phẩm bao gồm đầu DVD, máy chụp ảnh, máy tính cá nhân, TV, các thiết bị âm thanh nổi, thiết bị bán dẫn và chúng được thiết lập thành những danh mục có thương hiệu như máy nghe nhạc cá nhân Walkman, TV Trinitron, dòng điện thoại di động Xperia, máy vi tính Vaio, TV màn ảnh rộng Wega, máy ghi hình HandyCam, máy chụp ảnh kỹ thuật số Cybershot và bộ trò chơi PlayStation.
Trong thời đại bùng nổ công nghệ thông tin, Sony là một trong những tên tuổi nổi bật của lĩnh vực chế tạo máy tính, viễn thông và dịch vụ Internet.
Sony còn là nhà sản xuất kinh doanh hàng đầu thế giới về âm nhạc và điện ảnh với hoạt động của công ty như Sony Picture Entertainment, Sony Music Entertainment, Sony BMG
Năm 2003, Công ty Samsung của Hàn Quốc hợp tác cùng Sony thành lập công ty S-LCD để sản xuất và cung cấp màn hình LCD cho 2 tập đoàn vào năm 2006. S-LCD nắm giữ bởi Samsung (50% + 1 cổ phiếu) và Sony (50% - 1 cổ phiếu), trụ sở và nhà máy nằm tại Tangjung, Hàn Quốc. Ngày 26/12/2011, Samsung thông báo tập đoàn đã mua lại cổ phần của Sony tại S-LCD.